# ایزولوسین
ایزولوسین (با نماد  Ile یا I) یکی از بیست اسید آمینه‌ی اصلی یاخته‌های زنده و همچنین یکی از سه نوع آمینواسیدهای شاخه دار می‌باشد  که مصرف آن با جذب آمینواسید تریپتوفان (پیش ساز سروتونین) در مغز رقابت کرده و مانع سنتز سروتونین در مغز می گردد. سروتونین یک نوروترانسمیتر می‌باشد  که در ایجاد احساس خستگی نقش مهمی دارد.